# Clásica Costa Surf
La Clásica Costa Surf (oficialmente: Surf Coast Classic) es una carrera de un día profesional de ciclismo en ruta que se disputa en el estado de Victoria, Australia, desde el año 2020. La prueba sirve como antesala de la Cadel Evans Great Ocean Road Race que se disputa el siguiente domingo. La carrera cuenta con una versión femenina con el mismo nombre.
Desde su creación, la carrera forma parte del UCI Oceania Tour dentro de la categoría 1.1. La primera edición fue ganada por el irlandés Sam Bennett. La segunda, debido a la pandemia de COVID-19, no se disputó hasta 2024.

## Palmarés
| Año                | Ganador              | Segundo         | Tercero             |
| ------------------ | -------------------- | --------------- | ------------------- |
| Race Torquay       |                      |                 |                     |
| 2020               | Sam Bennett          | Giacomo Nizzolo | Alberto Dainese     |
| Clásica Costa Surf |                      |                 |                     |
| 2024               | Biniam Girmay        | Elia Viviani    | Corbin Strong       |
| 2025               | Tobias Lund Andresen | Samuel Welsford | Tim Torn Teutenberg |

## Palmarés por países
| País      | Victorias |
| --------- | --------- |
| Irlanda   | 1         |
| Eritrea   | 1         |
| Dinamarca | 1         |